# Bandera de Saint Lucia
La bandera de Saint Lucia consisteix en un camp blau cel carregat d'un triangle equilàter groc sobreposat a un triangle isòsceles negre fimbriat en blanc. Fou adoptada l'any 1967 per substituir el pavelló blau britànic carregad amb les armes de la colònia.

## Disseny
Els colors i símbols de la bandera tenen significats culturals, polítics i regionals. El blau simbolitza el cel i l'oceà,[10] específicament l'oceà Atlàntic i el mar Carib que envolten l'estat. El blanc i el negre al·ludeixen a la relació harmònica entre les races blanques i negres. El groc simbolitza la llum del sol, així com la prosperitat. Els triangles representen els Pitons, que són dos banyons volcànics bessons situats a la part sud-oest de l'illa; el Gros Piton i el Petit Piton són un símbol nacional de Santa Lucia.

## Banderes històriques

Bandera de Santa Lucia (1875-1939)
Bandera de Santa Lucia (1939–1967)
Bandera de Santa Lucia (1967–1979)
Bandera de Santa Lucia (1979–2002)